# Symbolon – Gesellschaft für wissenschaftliche Symbolforschung

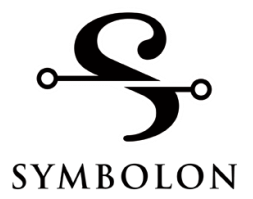
Logo

Symbolon – Gesellschaft für Wissenschaftliche Symbolforschung e.V. ist ein Verein, der sich die wissenschaftliche Untersuchung von Symbolen in Kultur, Wissenschaft, Kunst, Mythos und Religion zur Aufgabe gemacht. Der Verein ist gemeinnützig und wirkt als Vereinigung von Wissenschaftlern aller Disziplinen und an den Fragen der Symbolwissenschaft Interessierter, die sich im Rahmen von mehrtägigen Symposien, eintägigen sog. Symbolforscherkreisen und Publikationen mit dem Feld der Symbolik befassen.  Seit 1960 gibt die Gesellschaft das Jahrbuch für Symbolforschung „Symbolon“ heraus, das im Peter Lang Verlag erscheint, und in dem Vertreter verschiedener Fächer interdisziplinär zu Themen rund um Symbol, Zeichen, Mythen, und Mythologie schreiben.

## Forschungsgesellschaft
Da Symbolforschung sich als wissenschaftliches universitäres Fach nicht etabliert hat und es dennoch gewünscht ist, um der fächerübergreifenden Komplexität von Symbolen gerecht zu werden, forschen Experten aus unterschiedlichsten Gebieten, wie etwa europäische Kunstgeschichte, asiatische Kunstgeschichte, klassische Archäologie und Ägyptologie, Philosophie, Psychologie, Islamwissenschaft usw. gemeinsam und im Austausch mit Künstlern und Vertretern unterschiedlichster religiöser Traditionen. Berührungspunkte gibt es insbesondere mit vergleichender Religionswissenschaft und vergleichender Mythologie.

## Geschichte
Die Gesellschaft wurde im September 1955 u. a. von Julius Schwabe und Manfred Lurker gegründet und besteht seit 1970 als eingetragener Verein. Seit 1960 erscheinen die Symbolon-Jahrbücher. Die erste Tagung 1955 an der Universität Basel stand unter dem Motto „Mikrokosmos-Makrokosmos“. Die Referenten waren u. a. Theologen, Religionsforscher, Ethnologen, Sino- bzw. Tibetologen, Kunsthistoriker, Psychologen, und Harmoniker. Zu den Symbolon-Referenten und -Autoren gehören der Ägyptologe Erik Hornung, die Islamwissenschaftlerin Annemarie Schimmel, der Mittelalterexperte Peter Dinzelbacher, der Parapsychologieforscher Walter von Lucadou, Titus Burckhardt, Friedrich Weinreb, Ingeborg Clarus. Regelmäßig stehen Mitglieder der Gesellschaft als Spezialisten Forschern sowie Journalisten für Interviews in Medien mit wissenschaftlichem Niveau beratend zur Verfügung.

## Symbolon-Jahrbücher
Basierend auf den Tagungsvorträgen erscheinen seit den 1960er Jahren die Symbolon-Jahresbände.
Hier die Themen der Symbolon-Jahrestagungen der letzten Jahre:
- Zeit und Zeitlosigkeit, 2017
- Klang und Kosmos, 2016
- Himmelsreisen und Höllenfahrten, 2015
- Die Gestirne – Symbolik und Mythen, 2014
- Flüsse und Meere – Symbole und Mythen, 2013
- Von Schiffen und Fischen. Zeichen und Symbole im Lebensraum Wasser, 2012
- Symbole und Zeichen domestizierter Natur II. – Sakralbau & Garten, 2011
- Symbole & Zeichen domestizierter Natur I. – Das Haus, 2010
- Symbole von Trauer und Hoffnung, 2009
- Mythen, Symbolik und Riten der Landschaft, 2008
- Die Zahlen – Symbolik, Mythos, Magie, 2007
- Wesen anderer Sphären – Zur Symbolik von Engeln, Elfen, Höllenwesen, Fantasy-Gestalten, 2006
- Symbole des Übergangs, 2005
- Symbole der Wandlung – Wandel der Symbole, 2004
- Symbolik und Religion, 2003
- Symbole des Alltags, Alltag der Symbole, 2002
- Naturwissenschaft und Symbole, 2001
- Kunst und Symbol II, 2000
- Kunst und Symbol I, 1999
- Opfer und Ritus, 1998
- Weltuntergang und Erlösung, 1997
- Engel und Dämonen, 1996
- Symbolik des Wassers, der Quelle und des Brunnens, 1995